# Sijalkot
Sijalkot (pendżabski/urdu: سيالكوٹ) – miasto w północno-wschodnim Pakistanie, w prowincji Pendżab, na przedgórzu Himalajów. Populacja szacowana jest na 502 721 mieszkańców. Stolica dystryktu Sijalkot. W mieście rozwinął się przemysł włókienniczy, skórzany oraz papierniczy.